# Ninfield
Ninfield is een civil parish in het bestuurlijke gebied Wealden, in het Engelse graafschap East Sussex met 1562 inwoners.